# Проєкт Дженсен
«Проєкт Дженсен» — телевізійний фільм із серії «Family Movie Night» виробництва «Procter & Gamble» і «Walmart», призначеної для сімейного перегляду.
У фільмі було показано вбудований маркетинг «Kinect», гральна консоль «Xbox 360», за кілька місяців до запуску продукту. У фільмі також зображений Moller M400 Skycar, літак вертикального злету та приземлення.

## Про фільм
Після 16-річної відсутності Клер і Мет знову знайомляться з Проєктом Дженсен — таємною спільнотою геніїв, які проводять передові підземні дослідження для вирішення найскладніших проблем світу.

## Знімались
| Актор              | Роль    |
| ------------------ | ------- |
| Джастін Келлі      | Броді   |
| Келлі Мартін       | Клер    |
| Брейді Сміт        | Мет     |
| Левар Бертон       | Кендрік |
| Алісса Діас        | Саманта |
| Девід Ендрюс       | Едвін   |
| Патриція Річардсон | Інгрід  |
| Мілен Дін-Робік    | Джині   |